# Mansfield (distretto)
Mansfield è un distretto del Nottinghamshire, Inghilterra, Regno Unito, con sede a Mansfield.
Il distretto fu creato con il Local Government Act 1972, il 1º aprile 1974 dalla fusione del borough di Mansfield con i distretti urbani di Mansfield Woodhouse e Warsop.

## Località e parrocchie
Le località del distretto includono:
- Mansfield
- Mansfield Woodhouse
- Meden Vale
- Pleasleyhill
- Warsop (unica parrocchia)